# Bahnstrecke Brügge–Lüdenscheid
| Kombibahnsteig des Haltepunkts Lüdenscheid |                                  |                                              |                               |
| |                                  |                                              |                               |
| Streckennummer (DB): | 2813                             |                                              |                               |
| Kursbuchstrecke (DB): | 434, 459, 240e (1944)            |                                              |                               |
| Kursbuchstrecke: | 240h (Lüdenscheid – Brügge 1946) |                                              |                               |
| Streckenlänge: | 6,6 km                           |                                              |                               |
| Spurweite: | 1435 mm (Normalspur)             |                                              |                               |
| Streckenklasse: | D4                               |                                              |                               |
| Maximale Neigung: | 27,8 ‰                           |                                              |                               |
| Streckengeschwindigkeit: | 70 km/h                          |                                              |                               |
| Zugbeeinflussung: | PZB                              |                                              |                               |
| Zweigleisigkeit: | –                                |                                              |                               |
| |                                  |                                              |                               |
| \| \| 6,607 \| Lüdenscheid (Hp) (seit 2009) \| 407 m \| \| \| 6,500 \| Lüdenscheid (bis 2009) \| 401 m \| \| \| \| zum Bf Wehberg (Übergabe KAE) \| \| \| \| \| Tunnel Lüdenscheid (412 m) \| \| \| \| 2,700 \| Lüdenscheid Steinebach (Anst) \| Lüdenscheid Steinebach (Anst) \| \| \| \| von Hagen \| \| \| \| \| Volme \| \| \| \| \| \| \| \| \| 0,305 \| Lüdenscheid-Brügge (bis 2017 Brügge (Westf)) \| 268 m \| \| \| \| \| \| \| \| \| nach Gummersbach-Dieringhausen \| \| \| \| \| \| \| \| Quellen: [1][2] \| \| \| \| |                                  |                                              |                               |
| Haltepunkt / Haltestelle Streckenanfang | 6,607                            | Lüdenscheid (Hp) (seit 2009)                 | 407 m                         |
| ehemaliger Bahnhof | 6,500                            | Lüdenscheid (bis 2009)                       | 401 m                         |
| Abzweig geradeaus und ehemals nach rechts |                                  | zum Bf Wehberg (Übergabe KAE)                |                               |
| Tunnel |                                  | Tunnel Lüdenscheid (412 m)                   | Tunnel Lüdenscheid (412 m)    |
| ehemalige Blockstelle | 2,700                            | Lüdenscheid Steinebach (Anst)                | Lüdenscheid Steinebach (Anst) |
| Abzweig geradeaus und von rechts |                                  | von Hagen                                    | von Hagen                     |
| Brücke über Wasserlauf |                                  | Volme                                        | Volme                         |
| |                                  |                                              |                               |
| Bahnhof | 0,305                            | Lüdenscheid-Brügge (bis 2017 Brügge (Westf)) | 268 m                         |
| |                                  |                                              |                               |
| |                                  | nach Gummersbach-Dieringhausen               |                               |
| |                                  |                                              |                               |
| Quellen: |                                  |                                              |                               |

Die Bahnstrecke Brügge–Lüdenscheid (oft auch als Steilstrecke Brügge–Lüdenscheid bezeichnet) ist eine eingleisige, nicht elektrifizierte Nebenbahn in Nordrhein-Westfalen. Die rund sieben Kilometer lange Stichstrecke steigt vom Bahnhof Lüdenscheid-Brügge, der an der Bahnstrecke Hagen–Dieringhausen liegt, erst durch das Tal des Lösenbach an, um oberhalb von dessen Quelle durch den 412 Meter langen Lüdenscheider Tunnel die Wasserscheide zwischen Volme und Lenne zu unterfahren, und erreicht von dort auf weitgehend gleicher Höhe von 400 Meter den Haltepunkt Lüdenscheid.

## Geschichte

### Bau im 19. Jahrhundert

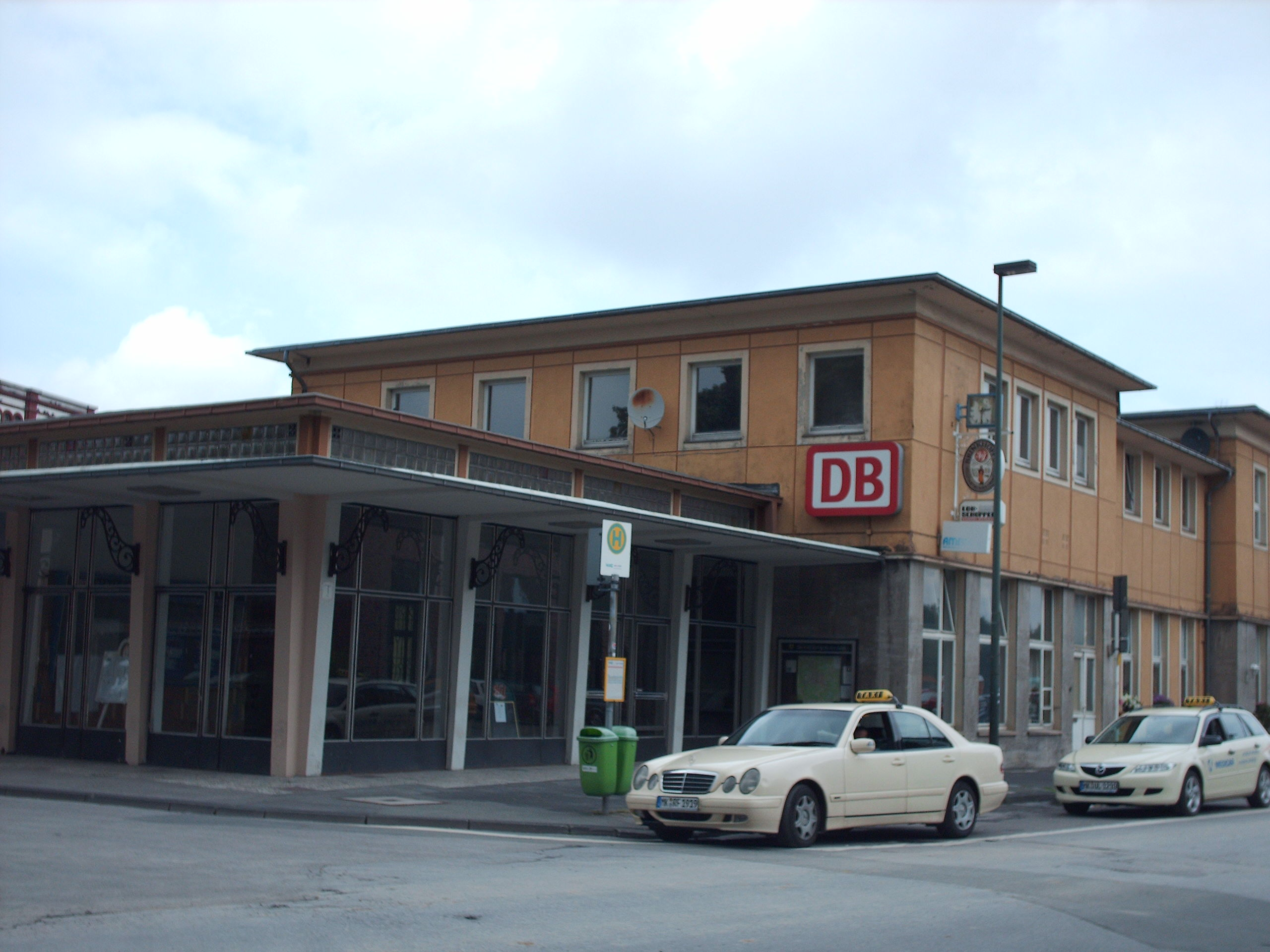
Ehemaliges Empfangsgebäude von Lüdenscheid (2009 abgerissen)

Brügge erhielt 1874 mit der Eröffnung des Teilstückes Dahl–Brügge der Bahnstrecke Hagen–Dieringhausen einen Bahnanschluss. Auch das außerhalb des Volmetals liegende Lüdenscheid wünschte sich eine Bahnanbindung, allerdings gestaltete sich die Streckenführung durch die ungünstigen topographischen Verhältnisse alles andere als einfach. Trotz einer Maximalsteigung von 1:36 musste ein 412 Meter langer Tunnel nahe Lüdenscheid gebaut werden. Um den Bau der Strecke mitzufinanzieren, übernahm die Stadt Lüdenscheid Aktien der BME im Wert von 900.000 Mark.
Eröffnet wurde die 6,5 Kilometer lange Strecke am 15. Juli 1880. Ab 1904 gab es im Bahnhof Wehberg eine Übergabe zur Kreis Altenaer Eisenbahn (KAE), der bis 1967 in Betrieb war. Sie wurde aber nur im Güterverkehr genutzt. Zwischen dem Bahnhof der Kreis Altenaer Eisenbahn und dem 18 Meter höher liegenden Staatsbahnhof gab und gibt es immer noch den Schnurrenweg, einen schmalen Fußgängerweg, der diesen Höhenunterschied überwindet.

### Nicht realisierte Planungen
Am Anfang des 20. Jahrhunderts bestanden Planungen, die Volmetalbahn (Bahnstrecke Hagen–Dieringhausen) über eine Strecke im Stadtgebiet von Lüdenscheid und Herscheid mit der Bahnstrecke Plettenberg–Herscheid zu verbinden und so eine Verbindung zwischen Volme- und Lennetal zu schaffen. Diese scheiterten jedoch an den hohen Baukosten. Die Erdarbeiten seien damals bereits über Herscheid hinaus erfolgt. Im Zuge des Ersten Weltkriegs seien die Planungen allerdings nicht weiter verfolgt worden, da die notwendigen Finanzmittel fehlten. In den 1920er Jahren habe die Gemeinde Herscheid versucht, den Bau der Bahn wieder zu beleben. Aber spätestens mit Einsetzen der rapiden Inflation im Zuge der Weltwirtschaftskrise habe sich das Thema Eisenbahnbau damals erledigt. Und später habe sich schließlich der Kraftverkehr auf den Straßen in Deutschland durchgesetzt. Der Streckenabschnitt hätte rund 33,9 Kilometer umfasst. Aufgrund der gebirgigen Topographie im Sauerland sah die Planung mächtige Tunnelbauten, Brückenbauwerke oder Unterführungen vor, wie etwa auf dem Höhenrücken zwischen dem Verse- und dem Ahetal, wo ein Tunnel von 650 Metern Länge vorgesehen war. Ein weiterer Tunnel wäre in Herscheid von der Helle bis unterhalb der Schützenhalle verlaufen, mit einer Länge von rund 300 Metern. Insgesamt waren vier Tunnel mit einer Gesamtlänge von 2175 Metern geplant. Die veranschlagten Kosten für die Tunnel beliefen sich in Höhe von 1,84 Millionen Mark. Die Gesamtkosten für die Bahnstrecke bezifferte die Königliche Eisenbahndirektion auf insgesamt 9,8 Millionen Mark, pro Eisenbahnkilometer wären das 289.100 Mark gewesen.
1963 wurde ein Konzept der Stadtverwaltung von Lüdenscheid vorgestellt, in dem es die Planung gab, dass die heutige Sauerfelder Straße auf zwei Ebenen verlaufen sollte und die Eisenbahnlinie Brügge – Lüdenscheid vom Bahnhof Lüdenscheid aus bei einem Gefälle von nur einem Prozent unterirdisch weitergeführt werden sollte. Die Eisenbahnlinie hätte dann im zweiten Untergeschoss am Zentralen Verkehrsknotenpunkt Sauerfeld im Stadtteil Innenstadt enden sollen. Außerdem sollten 500 Parkplätze unter dem heutigen Rathausplatz entstehen. Wegen der seinerzeit ,utopischen Vorstellung’ wurde das Projekt allerdings damals abgelehnt.
Zusätzlich überlegte man seit den späten 1990er Jahren aufgrund der vielen Einwohner in den umliegenden Stadtteilen am Lüdenscheider Kreishaus einen Haltepunkt einzurichten. Allerdings wäre sein Bau wegen der problematischen topografischen Lage (tiefer Geländeeinschnitt und ggf. Tunnelbahnsteige) mit sehr hohen Kosten verbunden. Darum konzentrierte man sich auf die Verlegung des Bahnhofes Lüdenscheid und verfolgte das Projekt vorerst nicht weiter.
Eine 1997 vorgestellte Planung zur Regionalstadtbahn Hagen, die Volmetalbahn von Dortmund über Hagen nach Lüdenscheid als Stadtbahn direkt vom Dortmunder Stadtzentrum über das Hagener Stadtzentrum bis in die Innenstadt von Lüdenscheid zu betreiben, wurde trotz des verkehrlichen Nutzens aus Kostengründen abgelehnt.

### Umbau des Lüdenscheider Bahnhofs 2009
Bis 2010 liefen die Arbeiten zur Neugestaltung des Bahnhofsareals Lüdenscheid. Hierbei wurden zunächst nicht mehr genutzte Bauten und früher für den Güterverkehr genutzte Gleise abgetragen sowie kontaminierte Flächen saniert. Ein verbesserter Verknüpfungspunkt Schiene / Bus gehörte ebenfalls zum Ausbauprogramm.
Das jetzt einzige Gleis wurde nicht mehr nahe der „Bahnhofsallee“, sondern am nordwestlichen Rand der Geländestufe verlegt, entlang der „Mathildenstraße“ beziehungsweise des Abhangs zum höher gelegenen Alten Evangelischen Friedhof. Das neue Gleis wurde am 8. Juni 2009 in Betrieb genommen.
Die Bahnstrecke zwischen Brügge und Lüdenscheid wurde ab dem 22. Oktober 2012 knapp einen Monat lang erneuert.

## Verkehr
Die Strecke wird jeweils stündlich durch die Regionalbahnlinie 52 („Volmetal-Bahn“) und durch die Regionalbahnlinie 25 (Oberbergische Bahn) bedient. Erstere verkehrt von Dortmund über Herdecke, Hagen und Schalksmühle bis Lüdenscheid. Die Oberbergische Bahn (RB 25) verbindet seit Dezember 2017 Lüdenscheid mit Köln via Meinerzhagen und Gummersbach. Im Bahnhof Brügge gibt es einen bahnsteiggleichen Umstieg zwischen beiden Linien in nur 3 Minuten.
Von 1965 bis zum September 1994 fuhren auf der Volmetalbahn Wendezüge, bestehend aus Hagener Diesellokomotiven der Baureihe 212 mit zwei bis drei Wagen, zumeist handelte es sich dabei um n-Wagen. Bis 1979 gab es außerdem einen Schienenbuspendel zwischen dem Bahnhof Lüdenscheid und dem Bahnhof Brügge (Westfalen), der den Anschluss an die Eilzüge zwischen Köln Hauptbahnhof und Hagen Hauptbahnhof herstellte. Vergleichsweise kurz währte die Zeit der Dieseltriebwagen der Deutschen Bahn-Baureihe 628.4, welche von September 1994 bis zum 30. Mai 1999 verkehrten.
Bedingt durch die Streckenneigung kamen in den 1930er Jahren auf der Bahnstrecke auch drei Lokomotiven der Baureihe 96, die im Bw Brügge stationiert waren, zum Einsatz.